# لغات الداجو
يتحدث بلغات الداجو شعب الداجو في جيوب منعزلة في تشاد والسودان. يتحدث بها في أجزاء من مناطق دارفور وكردفان بالسودان ويتحدث بها في وادي في تشاد. تنتمي لغات الداجو إلى لغات شرق السودان الفرعية من اللغات النيلية الصحراوية الفرعية.

## اللغات
تُصنف لغات الداجو بشكل فرعي على النحو التالي، بعد (ستيفنسون) 1956م.
- داجو الشرقية:
  - شط في شات هيلز جنوب غرب كادقلي. (يتم تطبيق اسم «شط» أيضًا على لغات أخرى غير ذات صلة بالمنطقة.)
  - ليغوري في تلال النوبة، السودان
- داجو الغربية:
  - داجو مونغو في دار داجو، تشاد
  - سيلا في دار سيلا، تشاد
  - نيالا حول نيالا في دارفور، السودان
  - البيجو (المنقرض) في جنوب دارفور
  - نجالجولجولي في جنوب السودان على نهر سوبو

## روابط خارجية
- لغات وتاريخ النوبة، روبن ثيلوال
- خريطة لغة السودان هوفمان، ستيف